# Städtisches Bühnenhaus Wesel
Das Städtische Bühnenhaus Wesel ist ein 1958 eröffnetes Theater in der Innenstadt von Wesel am Niederrhein.

## Lage
Das Bühnenhaus liegt in der Innenstadt Wesels in direkter Nachbarschaft zum Rathaus, der Stadtbücherei Wesel, der Volkshochschule Wesel-Hamminkeln-Schermbeck und dem Andreas-Vesalius-Gymnasium. Es liegt an der Ritterstraße und hat einen großen Parkplatz zur Martinistraße hin, wo zudem die Kirche St. Martini und die Realschule Wesel-Mitte in unmittelbarer Nähe liegen.

## Geschichte
Nach dem Ende des Zweiten Weltkriegs bekam Wesel 1950 mit dem Stadtkasino eine provisorische Kulturstätte, die mit 250 Plätzen und Mängeln bei der technischen Ausstattung den Ansprüchen jedoch nicht genügte. Daher wurde das Bühnenhaus als neues Theater geplant und im Februar 1957 mit dem Bau begonnen. Am 19. September 1958 wurde das neue Theater mit Platz für 800 Besucher eröffnet. Es war auch als Aula für das angrenzende Mädchengymnasium (später Andreas-Vesalius-Gymnasium) konzipiert. Nur so war der Bau des Theaters überhaupt möglich, da eine Erweiterung des Schulgebäudes ohnehin geplant war und die Landesregierung dem Plan der doppelten Nutzung als Theater und Aula zustimmte. Daher gab es Zuschüsse durch das Land, auch wenn die Stadt einen großen Teil der Baukosten selbst übernahm. Schon im ersten Jahr nach der Eröffnung war es bei Veranstaltungen im Durchschnitt nahezu ausgelastet. Die Technik wurde mehrfach angepasst, besonders in den 1980er Jahren. Damals wurden auch die Sitze erneuert und die Zahl der Sitze um 100 reduziert.

## Veranstaltungen
Das Bühnenhaus ist das einzige Theater der Stadt Wesel und bietet jährlich rund 100 Veranstaltungen verschiedener Art an, zu denen zusammengenommen rund 30.000 Besucher kommen. Zu den Veranstaltungen zählen klassische Konzerte, Musicals, Schauspiele, Boulevardtheater, Kabarett und Ballett. Besonders im Vordergrund stehen Theateraufführungen speziell für Kinder.